# USS Wyoming (SSBN-742)
Pour les autres navires du même nom, voir USS Wyoming.
L’USS Wyoming (SSBN-742) est un sous-marin nucléaire lanceur d’engins de la classe Ohio de l’United States Navy. Il est en service depuis 1996. Il s’agit du quatrième navire de l’US Navy à être nommé USS Wyoming et le troisième à l’être en l’honneur de l’état du Wyoming.

## Construction et mise en service
Le contrat de construction du Wyoming fut accordé à la division Electric Boat de General Dynamics à Groton, dans le Connecticut, le 18 octobre 1989. Sa quille fut posée le 8 août 1991. Il fut lancé le 15 juillet 1995 et placé dans le service actif le 13 juillet 1996 sous le commandement du captain Randall D. Preston pour l’équipage bleu et du commander Seth F. Paradise pour l’équipage or (équivalent de l’équipage rouge dans la Marine nationale).

## Carrière
Le 26 juillet 1996, le Wyoming gagna la base navale de Kings Bay, son port d’attache en Géorgie et devint le neuvième sous-marin à être en poste dans cette base.
En 2011, le Wyoming est devenu un des premiers sous-marins autorisant à son bord des officiers féminins.
Le 6 juin 2012, le sous-marin participa à un exercice d’évacuation médicale avec un V-22 Osprey qui parcourut un total de 12 000 milles nautiques (22 224 km) pour atteindre le Wyoming.